# CATCert

Logotipo de la Agencia Catalana de Certificación.

La Agencia Catalana de Certificación es un organismo autónomo de la Generalidad de Cataluña creado el 2002 que tiene como objetivo proporcionar a las administraciones catalanas las herramientas e instrumentos necesarios para que las transacciones electrónicas tengan todas las garantías jurídicas, y vigilando que todo el proceso de despliegue de la firma electrònica en la administración sea lo más fácil posible.
El conjunto de servicios ofrecidos por la Agencia Catalana de Certificación conforman el sistema público catalán de certificación.

## Objetivos
La Agencia tiene como objeto gestionar certificados digitales y prestar servicios relacionados con la firma electrónica y con los procesos de identificación que ser requieren en el ámbito de actuación de las administraciones públicas catalanas.